# محمد طلعت (بازیکن فوتبال)
محمد طلعت (عربی: محمد طلعت؛ زادهٔ ۱۴ مهٔ ۱۹۸۹) یک بازیکن فوتبال در پست مهاجم اهل مصر است.

## باشگاهی
از باشگاه‌هایی که در آن بازی کرده‌است می‌توان به باشگاه فوتبال الاهلی امارات، باشگاه ورزشی الاهلی مصر، و باشگاه ورزشی التضامن کویت اشاره کرد.

## تیم ملی
وی همچنین در تیم ملی فوتبال زیر ۲۰ سال مصر بازی کرده‌است.